# 産業考古学
産業考古学（さんぎょうこうこがく、英語：industrial archaeology）とは、（主に近代以降の）産業遺産、すなわち産業の発展を示す遺構などを研究する学問である。
20世紀以降、産業構造や技術の大幅な変革が次々に起こり、かつての技術体系が失われてきている。こうした状況から、過去の産業に対する関心を深めるべきという主張が起こるようになった。例えば、鉄道施設や各種工場で使われていた機器などは、当時の技術水準を知る上で貴重なものであり、研究だけでなく現物の保存が望まれる。
当初は一部愛好家の動きに過ぎなかったが、産業革命の本場イギリスでは1950年代にイギリス産業考古学会（Industrial Archaeology Society）が生まれ、学問としての「産業考古学」が洗練されていった。国際的には1973年に国際産業遺産保存委員会（TICCIH）が成立し、日本でも1977年（昭和52年）、産業考古学会が生まれた。

## 国内事例
一般に考古学は埋蔵文化財の発掘調査を主体とするが、産業考古学では遺棄された産業施設（廃墟）なども対象となる。
一方で産業遺産の発掘調査も行われており、世界遺産となった石見銀山や明治日本の産業革命遺産の三重津海軍所などは発掘調査から得られた成果が世界遺産登録に際しての重要な役割を果たしている。